# Sextus Julius Cæsar (konsul 91 f.Kr.)
Sextus Julius Cæsar var en romersk statsmand, som var konsul i 91 f.Kr. Han døde under Forbundsfællekrigen. Han var onkel til Gaius Julius Caesar, diktatoren.

## Familie
Sextus var søn af Gaius Julius Cæsar og Marcia. Lidt er kendt om hans far, bortset fra at han måske var prætoren Cæsar, der pludselig døde i Rom. Den tyske historiker Wilhelm Drumann teoretiserer, at hans bedstefar var senatoren Gaius Julius, der skrev en historie på græsk om Rom omkring 143 f.Kr. Sextus havde en bror, Gaius, som var prætor i et ikke fastslået år (Broughton peger på 92 f.Kr.). Gajus var sandsynligvis den ældre bror, da han var opkaldt efter sin far. Efter cursus honorum ville Sextus have været mindst fyrre år gammel, da han blev konsul, og det placerer hans fødsel senest 133 f.Kr.
Af Sextus' efterkommere ved vi, at han havde en søn med samme navn, som var Flamen Quirinalis i 57 f.Kr. En Sextus Julius Cæsar, der tjente i borgerkrigen og blev dræbt af sine egne soldater under et oprør i Syrien i 46 f.Kr., var sandsynligvis hans barnebarn.

## Karriere
I overensstemmelse med cursus honorum ville Sextus have være prætor, inden han blev konsul. Hans embedsår er usikkert, men det kunne have været senest 92 f.Kr. (Broughton mener omkring 94).Han blev valgt til konsul for året 91 f.kr., året før udbruddet af Forbundsfællekrigen. Som prokonsul året efter vandt Sextus en vigtig militær sejr, sandsynligvis over Pelignerne. Han døde af sygdom i 89 f.kr., mens han belejrede byen Asculum.

## Fodnoter
1. ↑  Det er vigtigt at adskille Sextus fra hans fætter, Lucius Julius Cæsar, som var konsul in 90 f.Kr., ved Forbundsfællekrigens udbrud.

- Julia gens
- Julisk-claudiske stamtræ